# Adrian Schmitter
Adrian Schmitter (* 14. März 1959 in Rothrist AG) ist ein Schweizer Gesundheitsmanager und Chief Executive Officer bei der Kantonsspital Baden AG.

## Werdegang
Adrian Schmitter, aufgewachsen auf dem elterlichen Bauernhof in Rothrist AG, absolvierte in Zollikofen ein Ingenieur-Agronom-Studium. Anschliessend studierte er an den Universitäten Neuenburg und Freiburg Rechts- und Wirtschaftswissenschaften. Dieses Studium schloss er mit dem Lizentiat ab.
Seine berufliche Karriere begann bei Suisseporcs, dem Dachverband der Schweizerischen Schweineproduzenten, den er von 1997 bis 2001 als Direktor leitete. Von 2001 bis 2010 war er Generalsekretär im Departement Gesundheit und Soziales des Kantons Aargau. In dieser Funktion leitete er die Verselbständigung der Aargauer Spitaler in die Wege und war an der Reorganisation des kantonalen Gesundheitswesens beteiligt. Von 2010 bis 2014 amtierte er als Direktor der Regionalspital Emmental AG, die in Burgdorf und Langnau je ein Akutspital führt. Im Dezember 2014 wurde er zum CEO der Kantonsspital Baden AG ernannt.
Schmitter wohnt in Rothrist, ist verheiratet und Vater dreier Töchter.

## Politik
Adrian Schmitter ist Mitglied der Schweizerischen Volkspartei. Seit 2014 ist er Gemeinderat in Rothrist. Bei den kommunalen Wahlen vom September 2017 erzielte er in Rothrist das beste Ergebnis aller Kandidaten. In der Gemeindeexekutive ist er für die Dossiers Energie und Wasser sowie Gesundheit und Kultur verantwortlich. Ausserdem ist er Verwaltungsratspräsident des Strom- und Wasserversorgers EW Rothrist AG und der Pflegeheim Luegenacher AG.